# Antonov An-124 Ruslan
Antonov An-124 Ruslan (rusko Антонов Ан-124 «Руслан», Natova oznaka Condor) delo Olega Konstantinoviča Antonova je bilo dolgo časa največje serijsko izdelano letalo na svetu, do prihoda Airbusa A380 in Boeinga 747-8. Njegova večja različica An-225, ki je bila izdelana samo v enem primerku, je sicer še vedno največje letalo na svetu z zmogljivostjo 250 ton tovora.
An-124-ov širok trup in dvoje velikih tovornih vrat (spredaj in zadaj) mu omogočajo prevoz velikih in težkih tovorov, ki zaradi dimenzij ne bi bili primerni za transport v drugih transportnih letalih.

## Zgodovina
An-124 je nastal kot sovjetski odgovor na ameriško orjaško transportno letalo Lockheed C-5 Galaxy. Leta 1975 naj bi CIA izjavila, da Sovjetska zveza nima konkurenčnega strateškega transportnega letala. Sicer je Sovjetska zveza imela veliko turbopropelersko letalo An-22, ki je imel zmogljivost čez 100 ton.

## Proizvodnja
Skupaj so izdelali 54 letal v tovarni v Uljanovsku (Aviastar) in Kijevu (Aviant). Ruska vojaška tovarna so zaradi strateških razlogov po navadi izdelalovali v najmanj dveh tovarnah. Proizvodnjo naj bi ponovno zagnali v kratkem, 10 letal so naročile letalske družbe, 20 pa naj bi jih kupile Ruske letalske sile. Sprva je imel An-124 predvideno dokaj kratko življenjsko dobo, samo 15.000 preletenih ur, ki so pozneje podaljšali na 25.000 ur in 40.000 ur z obsežnim servisom. Za primerjavo - nekateri Boeingi 747 so presegli 110.000 ur.

## Uporabniki
Glavni uporabnici tega letala sta Rusija in Ukrajina, operira pa tudi komercialno pri letalskih družbah Poletair, Volga-Dnepr in Antonov Airlines. Kot zanimivost je potrebno omeniti, da so oborožene sile Združenih držav Amerike najele ta letala za prevoz protibalističnih obrambnih sistemov Patriot v Malo Azijo, kjer so varovali nebo med operacijo Puščavski vihar.